# Shorea iliasii
Shorea iliasii är en tvåhjärtbladig växtart som beskrevs av Peter Shaw Ashton. Shorea iliasii ingår i släktet Shorea och familjen Dipterocarpaceae. Inga underarter finns listade i Catalogue of Life.